# أمال سامي
أمال سامي : صحفي وكاتب مغربي ، ولد في 13 فبراير 1954 بمراكش  وتوفي في 27 يناير 2018 في الدار البيضاء.
إلى جانب ذلك هي أيضا كان رئيسا لجمعية ASIDD (جمعية الإدماج والتنمية المستدامة).

## سيرته

### تميز
مُنح أمال سامي سنة 1991، جائزة الأطلس الكبير عن روايته "أَرْزُ وحيتان الأطلس" في فئة "الإصدار الأصلي".

## منشوراته

### روايات
- أمال، سامي (1990). أرز و حيتيان الأطلس. Casablanca: منشورات الفنك. ص. 123.
- أمال, سامي (1991). أرز و حيتان الأطلس (بالفرنسية). باريس: دار النشر بيكوليك. pp. 123. ISBN:2-86477-118-7. : réédition
- أمال، سامي (1993). أعيرني جنونك. الدار البيضاء: دار النشر الفنك. ص. 118.
- أمال, سامي (1998). الموت من أجل فكرتين. روايات المغرب (بالفرنسية). الدار البيضاء: أفريقيا الشرق. p. 168. ISBN:9981-25-099-6. : تقديم جون بيير ميليكام Jean-Pierre Millecam